# پله کبود
پله کبود، روستایی در دهستان گوران بخش مرکزی شهرستان هلیلان در استان ایلام ایران است.

## جمعیت
بر پایه سرشماری عمومی نفوس و مسکن در سال ۱۳۹۵، جمعیت این روستا برابر با ۳۸۸ نفر (۱۰۴ خانوار) بوده‌است.